# Малые Кемары
Малые Кемары — деревня в городском округе Перевозский Нижегородской области. Население 7 (2010) человек

## Общая физико-географическая характеристика
Географическое положение
По автомобильным дорогам расстояние до областного центра города Нижнего Новгорода составляет 120 км, до административного центра города Перевоз — 19 км.
Часовой пояс
Малые Кемары, как и вся Нижегородская область, находится в часовой зоне МСК (московское время). Смещение применяемого времени относительно UTC составляет +3:00.

## История
До 31 мая 2017 года входила в состав Дубского сельсовета.
Год основания 7173(1665 от рождества).
......да мордовская деревня КЕМАРЫ на ключе на Кемаре, да тое ж деревни Кемар по отказным книгам Афанасия Тургенева 173 (1665) году на земле поставлен починок Малые КЕМАРЫ, а в них пашни двести восемьдесят четвертей......
Переписная книга 7176 (1668) года по г. Арзамасу:
1. За вдовой Анной Ильиничной Борисовой женой Морозовой сёла Кузьмин Усад, Замятнино, сельцо Якшень, деревни Большие КЕМАРЫ, Малые КЕМАРЫ, Кеслав, Мордовская Поляна, Задняя Поляна.
На 1748 год частью деревни Малые Кемары владеет Княгиня Федосья Ивановна жена статского советника князя Семена Ивановича Гагарина - количество душ 115.
Частью Генерал-лейтенант Иван Иванович Бахметев (Бахметьев) - 129 душ.
Ревизские сказки на помещичьих крестьян Княгининской округи 1782 Вотчина:д. Малые КЕМАРЫ - капит. Ник.Ив. Бахметева.
Подворные карточки сельскохозяйственной переписи 1920 года по Большекемарской волости Княгининского уезда:
Малые Кемары
Киселев, Лунев, Колузаков, Новиков, Хлыстов, Клоков, Клюев, Рябов, Блошкин, Лапанов, Калин, Демачев, Парфенцев, Тарасов, Пяльченков, Сомов, Волков, Чесноков, Давыдов, Мухин, Шуваев, Талагаев, Емелин, Хозяинов, Баннов, Круглов, Шмелев, Цидов, Цыдов, Бочкарев, Михеев, Шмелева, Михайлычев, Катков, Парфенчев, Грошев, Потапов, Тараканов, Плешивов, Пугачев, Тычинкин, Корчергин, Разживин, Белов, Писарев, Козлов, Плеханов, Зубов.
Подворные карточки с/х переписи 1920г.по Разнежской вол Васильсурского уезда и по Больше- Мурашкинской вол. Княгининского уезда.
д.Малые Кемары Больше-Кемарской вол. общ Малое-Кемарское
Баннов Григ. Тимоф.
Баннов Павел Ив.
Баннов Степ.Ив.
Баннов Тимоф.Ив.
Белов Григ.Степ.
Белова Анна Степ.
Бочкарев Мих.Ив.
Волков Алексей Серг.
Волков Серг. Ильин
Волкова Феоктиста Дм.
Грошев Вас. Фед.
Грошев Вас.Петр.
Грошев Ив Вас.
Грошев Фед.Ив.
Грошев Фед.Петр.
Грошева Анна Дм.
Грошева Дар. Мих.
Давыдова Ал-дра Фед.
Демачев Ив.Андреев
Емелин Андрей Петр.
Емелин Ив.Вас.
Емелин Мих.Вас.
Емелина Анна Петр.
Зубов Андрей Тимоф.
Зубова Фекла Ив.
Калин Вас.Петр.
Киселев Вас.Филип.
Киселев Петр Фед.
Киселева Вера Дм.
Киселева Натал.Тихон.
Клоков Петр Степ.
Клоков Терент.Степ.
Клюев Мих.Дм.
Клюева Варв.Фед.
Козлов Серг Андреев.
Козлов Фед.Петр
Колузаков Мих Степ.
Колузаков Степ. Мих.
Колузаков Як.Вас.
Колузакова Мар.Андреева
Колузакова Марфа Семен.
Котков Петр Степ.
Кочергин Вас.Мих.
Кочергин Ив.Фед.
Кочергин Мих.Евдок.
Кочергин Пав.Фед.
Кочергин Серг. Мих.
Кочергин Фед.Евдок.
Кочергин Фед.Фед.
Кочергина Федосья Ив.
Круглов Вл.Як.
Лапанов Павел Алндр.
Лунев Ив.Павл.
Лунев Мих.Павл.
Лунев Петр Павл.
Лунев Фед.Андреев
Михайлычев Дм.Ник.
Михеев Григ.Фед.
Михеев Семен Фед.
Мухин Андрей Вас.
Мухин Ив.Вас.
Мухина Тат.Фед.
Новиков Андрей Як.
Новиков Антон Ив.
Новиков Ив.Вас.
Новиков Ник.Ив.
Новиков Серг. Фед.
Новиков Серг.Фед.
Новиков Фед.Осип.
Новикова Матрена Матв.
Парфенцев Мих.Мих.
Парфенчев Ив.Павл.
Писарев Григ.Родион.
Писарев Ив.Григ.
Писарев Ив.Серг.
Писарев Матв.Андреев.
Писарев Мих.Григ.
Писарев Павл. Григ.
Писарев Серг.Вас.
Писарев Фед.Григ.
Плеханов Алндр Матв.
Плеханова Екатер. Ник.
Плешивов Алндр Ник.
Плешивов Андрей Павл.
Плешивов Вас.Ник.
Плешивов Ив.Григ.
Плешивов Степ.Мих.
Плешивов Федос.Андреев.
Плешивова Евд.Мих.
Плешивова Натал.Мих.
Плошкин Вас.Григ.
Плошкин Дм.Григ.
Потапова Алд-ра И.
Потапова Натал.Мих.
Пугачев Ив.Зинов.
Пяльченков Мих.Матв.
Разживин Тимоф.Ив.
Разживина-Зубова Анна Ив.
Рябов Андрей Вас.
Рябов Андрей Кузьм.
Рябов Вас.Егор.
Рябов Ив.Кузьм.
Рябов Перт Андреев
Рябов Петр Андреев
Рябов Степ.Вас.
Рябов Степ.Егор.
Рябов Тимоф. Егор.
Рябова Варвара Петр.
Рябова Екат.Ив.
Рябова Лукерья Филатова
Рябова Пелаг. Семен.
Рябова Тат.Вас.
Сомов Ив.Вас.
Сомов Ив.Степ.
Сомов Серг.Трофим.
Талагаев Андрей Як.
Талагаев Семен Як.
Тараканова Анаст.Макс.
Тарасов Мих.Андреев
Тарасов Мих.Мих.
Тарасов Семен Мих.
Тарасов Серг.Матв.
Тычинкин Алексей Ив.
Тычинкин Алексей Фед.
Тычинкин Ив. Алексеев.
Тычинкин Ив.Степ.
Тычинкин Серг.Мих.
Тычинкина Арина Андреева
Тычинкина Василиса Мих.
Тычинкина Марфа Ив.
Хлыстов Алндр Андреев
Хлыстов Андрей Алексеев
Хлыстов Ив.Ал-ев
Хлыстов Серг.Григ.
Хлыстов Фед.Тимоф.
Хлыстова Надежда Ильина
Хозяинов Алексей Вас.
Хозяинов Андрей Ив.
Хозяинов Вас.Осип.
Хозяинов Мих.Петр.
Хозяинов Степ.Тимоф.
Хозяинова Марфа Никит.
Цыдов Ив.Ив.
Цыдов Мих.Ив.
Цыдов Павел Серг.
Цыдов Петр Серг.
Цыдова Анна Родион.
Цыдова Мр. Вас.
Чесноков Вас.Андреев.
Чесноков Ив.Андреев
Чесноков Ив.Петр.
Чесноков Ив.Петр.
Чесноков Петр Андреев
Чесноков Степ.Фед.
Чесноков Фед. Ив. стар.
Чесноков Фед.Ив.
Чеснокова Дар.Ив.
Шмелев Антов Мих.
Шмелев Фед. Аввакум.
Шмелев Федот Павл.
Шмелева Праск.Матв.
Шуваев Григ.Петр.
Шуваев Ив.Ив.
Шуваев Мих.Серг.
Шуваев Серг. Ив.
Шуваева Авд.Ив.
Шуваева Аксинья Як.
Шуваева Устин.Ник.

## Население
| 2002 | 2010 |
| ---- | ---- |
| 13   | ↘7   |

Национальный состав
Согласно результатам переписи 2002 года, в национальной структуре населения русские составляли 100% из 13 человек.